# Sesamia rungsi
Sesamia rungsi är en fjärilsart som beskrevs av Charles Boursin 1957. Sesamia rungsi ingår i släktet Sesamia och familjen nattflyn. Inga underarter finns listade i Catalogue of Life.